# Delias diaphana
Delias diaphana är en fjärilsart som beskrevs av Semper 1878. Delias diaphana ingår i släktet Delias och familjen vitfjärilar. Inga underarter finns listade i Catalogue of Life.